# Gheorghe Răşinaru
Gheorghe Răşinaru (10 de fevereiro de 1915 - data de morte desconhecida) foi um futebolista romeno que competiu na Copa do Mundo FIFA de 1938.